# 瓦尔诺河
54°10′54″N 12°5′32″E / 54.18167°N 12.09222°E

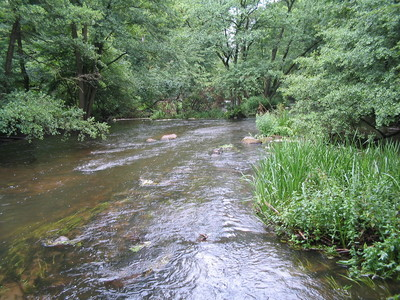
上瓦尔诺谷

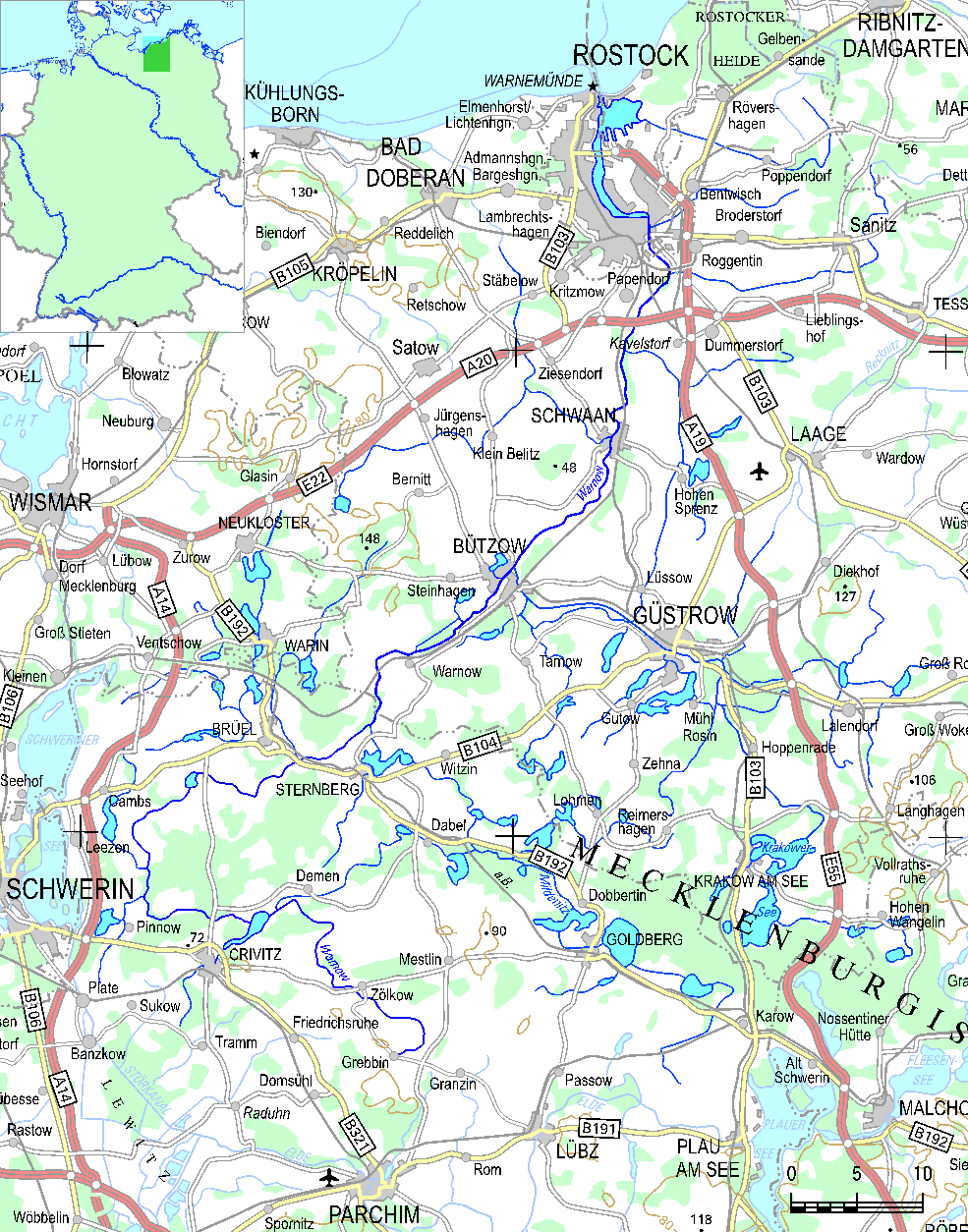
流域圖

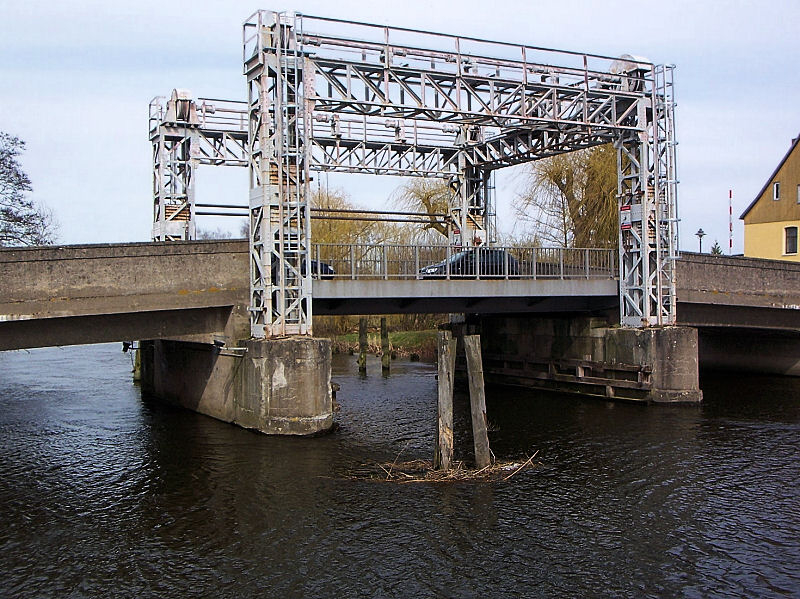
施万橋

瓦尔诺河（德語：Warnow，德語發音：[ˈvaʁno]）是德國的河流，位於梅克倫堡-前波美拉尼亞州，河道全長155公里，流域面積3,324平方公里，發源自帕爾希姆以北10公里，最終在羅斯托克附近注入波羅的海。